# Étaing
Étaing é uma comuna francesa na região administrativa de Altos da França, no departamento de Pas-de-Calais. Estende-se por uma área de 5,1 km². Em 2010 a comuna tinha 458 habitantes (densidade: 89,8 hab./km²).